# Douglas-Apsley nationalpark
Douglas-Apsley är en nationalpark på den östra kusten av Tasmanien, Australien, 149 km nordöst om Hobart, och ett par kilometer norr om Bicheno.